# Mahmud Nedim Pascha
Mahmud Nedim Pascha, född omkring 1810, död 1883, var en turkisk politiker.
Mahmud var generalguvernör över Syrien, blev marinminister 1856 och var från 1871 storvesir, dock med avbrott för tiden 1873-74. Han inställde 1875 räntebetalningarna för statsskulden, då rikets finanser befann sig i synnerligen dåligt skick. Mahmud planera även en revolt med avsikt av avsätta sultanen Abd ül-Aziz till förmån för hans son. Mot Ryssland visade Mahmud stort tillmötesgående, vilket dock medförde att han genom "Softa-upproret" störtades och förvisades. Återvänd från förvisningen var Mahmud 1879-83 inrikesminister.